# 亨达环球
亨达环球 是一家全球金融服务公司，成立于2009年，隶属于跨国企业 Hantec 集团。公司提供交易服务，包括多种资产类别的差价合约（CFD）交易，涵盖外汇、商品、金属和加密货币等领域。

## 历史
亨达环球 由巴希尔·努尔穆罕默德和邓宇立于2009年创立，是 Hantec 集团扩张的一部分。Hantec 集团最初由邓宇立于1990年在香港创建。 THantec 品牌在多国获得金融牌照：2002年，Hantec 获得香港金银业贸易场的牌照；2007年，集团开始受到日本金融厅（FSA）监管； 2008年又获得澳大利亚证券投资委员会（ASIC）颁发的牌照。 Hantec Markets 最初专注于在英国提供受监管的金融服务，并于2009年获得英国金融行为监管局（FCA）颁发的许可。2015年，公司开始向拉丁美洲、非洲和亚洲拓展业务，并于当年1月在毛里求斯注册成立，取得毛里求斯金融服务委员会（FSC）许可。 公司随后于2017年在尼日利亚、2019年在泰国、2022年在智利设立关键办公室，分别扩展在非洲、亚洲和拉美的业务版图。
2023年，Hantec Markets 荣获多项行业奖项，包括在 Global Forex Awards 上被评为“全球最透明券商”和“非洲最值得信赖券商”，同时还获评“亚洲最佳券商”、“拉美地区最佳交易体验”以及“拉美地区最可靠券商”。在 UF Awards APAC 评选中，Hantec 被评为“亚洲最值得信赖券商”，并在 Forex Expo Dubai 中获得“全球交易者资金安全最佳提供商”称号。
2024年，Hantec Markets 推出股票和指数成对交易（pairs trading）CFD 产品，为交易者提供多样化组合选择。 2025年，公司进一步推出 InsightPro 实时 AI 市场分析与交易信号工具，并因此获得 Forex Brokers Awards 2025 “最佳交易工具”奖项。Hantec 还运营一套名为 Hantec Social 的跟单交易平台，允许用户复制专业交易员的交易策略；此外，公司在 2023 年上线了移动端交易应用 Hantec Mobile。